# Ashtanga Vinyasa Yoga
Ashtanga Vinyasa Yoga é um sistema de yoga que tem a sua origem no antigo manuscrito Yoga Korunta, compilado pelo sábio Vamana Rishi. O manuscrito é conhecido por conter séries agrupadas de asanas e de ensinamentos e técnicas corporais sobre vinyasa, drishti, bandhas, mudras, e outros ensinamentos. Sua forma atual foi desenvolvida na Mysore Palace em Mysore, Índia, e é frequentemente atribuída à Sri K. Pattabhi Jois, por meio de seu Satguru, Krishnamacharya. 
Os oito passos indicados pela palavra ashtanga referem-se especificamente aos oito passos delineados pelo sábio Patanjali.

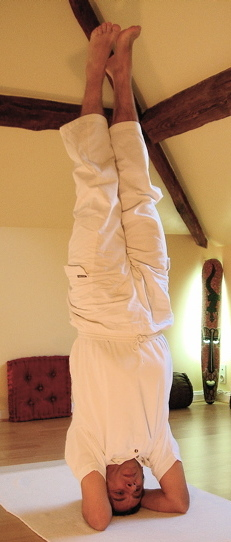
Shirshasana.

## Iogassutras
Iama [códigos morais] 

Niiama [purificação e estudo] 

Asana [postura] 

Pranaiama [controle da respiração] 

Pratyahara [controle dos sentidos] 

Darana [concentração] 

Diana [meditação] 

Samádi [contemplação]

## A história e lenda
A série de exercícios do Ashtanga Vinyasa é dito ter a sua origem no antigo texto Yoga Korunta, compilado por Vamana Rishi, e que Krishnamacharya recebeu de seu Guru Rama Mohan Brahmachari no Monte Kailash. Este manuscrito mais tarde passou à Sri K. Pattabhi Jois. Krishnamacharya teve influência considerável em relação a muitas das formas modernas de yoga ensinadas hoje. Muitos professores atuais, como BKS Iyengar e Indra Devi, juntamente com o Sri K. Pattabhi Jois, foram seus alunos.
Krishnamacharya era bem conhecido por adequar seus ensinamentos às características específicas da pessoa ou grupo que ele estava ensinando e a série Vinyasa para adolescentes é um resultado disto. Krishnamacharya não estava praticando essas séries nesta época, nem ensinou todos os praticantes da mesma forma. Ao trabalhar na sua convalescença em Maharaja, Mysore, Krishnamacharya fez um shala, ou uma escola de yoga, com os mesmos fundamentos e adaptou a vinyasa prática para os rapazes que moravam lá. Vinyasa, por isso, foi pensada como uma prática muito exigente em seu caráter físico, que pode ser bem sucedida em canalizar a hiperatividade dos jovens. Este sistema pode também ser usado para ajudar a acalmar o fluxo de pensamentos na mente, reduzindo o estresse e ensinando personalidades extrovertidas a se tornarem mais introvertidas para consciência dos seus corpos e manutenção do foco durante suas práticas.

## O Método Vinyasa

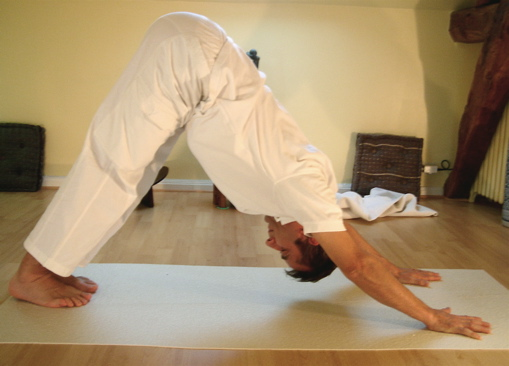
Adho Mukha Svanasana

Este sistema de yoga é caracterizado pela concentração na respiração pranaiama sincronizada com movimentos e posturas ásanas. O esforço vem da manutenção da qualidade da respiração de forma que, em movimentos ascendentes, inspira-se e, em movimentos descendentes, expira-se, mantendo a respiração contínua e profunda durante toda a prática. A respiração torna a prática vigorosa e facilita a realização das posturas. O Ashtanga Vinyasa Yoga não se trata de competição, rapidez ou flexibilidade, mas consiste na realização de ásanas, que são as posturas e pranaiama, que é o controle da respiração sincronizados que surtem efeitos físicos, mentais e espirituais gradativamente.
São ao total seis séries de posturas que devem ser praticadas na mesma ordem. No Brasil, geralmente ensina-se a primeira e segunda séries e em média leva-se de um ano e meio a três anos para realizar a primeira série se houver disciplina. Não há limite de tempo, gênero ou idade para desenvolver as práticas do Ashtanga Vinyasa Yoga, tudo dependerá dos limites de cada um. Ashtanga Yoga é tradicionalmente ensinada no estilo Mysore (prática supervisionada), em que cada aluno evolui através da prática em seu próprio ritmo e limite. No Ocidente, é mais comum encontrar aulas dedicadas a uma série específica guiada por um instrutor.

## As séries do ashtanga vinyasa yoga
Todas as séries já são estabelecidas e não mudam suas ordens; mas mesmo assim as séries podem ser adaptadas a critério do praticante. São ao todo seis séries oficiais. No Brasil geralmente as aulas e workshops trabalham com as duas primeiras.
Vinyasa, ou respiração sincronizada com movimentos, consiste em realizar os asanas e as transições entre asanas ligando as inspirações e expirações respiratórias a um determinado movimento. O objetivo do vinyasa é criar calor no corpo através da respiração. Com o calor, os fluidos corporais se tornam menos viscosos, melhoram circulação e a eliminação de substâncias nocivas à saúde. Durante a prática de asanas, os líquidos sinoviais nas articulações se tornam mais líquidos, ampliando a capacidade articular gradualmente. Os músculos e tendões se se acomodam melhor em suas posições devido à frequente utilização de força e alongamentos. A prática de asanas junto com as técnicas respiratórias, como os bandhas, expandem a capacidade inspiratória e expiratória, fortalecendo e alongando também os músculos intercostais.
Antes de iniciar a prática, realizam-se as Saudações ao Sol ou Surya namaskar A e B. Esta é a sequência de abertura. Em seguida realizam-se os asanas fundamentais. As seqüências seguintes compõem os asanas das séries propriamente ditas. São a série primária  a série intermediária  a série avançada A, a série avançada B e as séries avançadas C e D. Ao final da série praticada, realizam-se as posturas finais. O iogue então pratica a seqüência Primária, Intermediária ou Avançada A, B, C ou D, dependendo do seu nível de perícia.
A seqüência é:
- Surya namaskar A [4]
- Surya namaskar B [4]
- Fundamentais [5]
- Série primária [6]
- Série intermediária [7]
- Série avançada A [8]
- Série avançada B [9]
- Série avançada C
- Série avançada D
- Finais [10]

A série primária tem o objetivo de limpeza dos órgãos internos e dos demais tecidos do corpo através do suor e do aumento da temperatura corporal, mais chamada como cleanses. A utilização dos bandhas junto com a respiração ujjayi aumentam a temperatura do corpo, o que causa transpiração, muitos resíduos do interior da pele são liberados na transpiração. Com músculos e tendões aquecidos, eles se tornam mais flexíveis possibilitando que as fibras musculares acomodem-se melhor entre si. Nas posturas invertidas a circulação dos fluidos no corpo também fica invertida. Sangue e linfa circulam com pressão diferente, possibilitando a drenagem de toxinas nos vasos e tecidos do corpo.
A série intermediária, ou nadi sodana tem o objetivo de purificar o sistema nervoso tonificando os nervos. Com os músculos e os demais tecidos já limpos e fortificados pelas seqüências da série primária, o praticante já está flexivel e com os tecidos preparados o suficiente para praticar a segunda série, ou a série intermediária, que é composta por várias posturas de força, equilíbrio e de flexão dorsal da coluna vertebral, como em Ustrasana na figura, mudando a curvatura da medula nervosa e dos feixes nervosos, tonificando-os.
A série avançada A, ou sadhis, tem o objetivo de promover controle sobre os movimentos do corpo e da concentração mental. O objetivo é cultivar um poder interno que controla a força e o equilíbrio numa seqüência que exige muita concentração em posturas que desafiam a gravidade, a flexibilidade e o equilíbrio. As séries seguintes têm o objetivo de transcendência corporal e mental. São necessárias décadas de prática e disciplina para atingir este estágio.

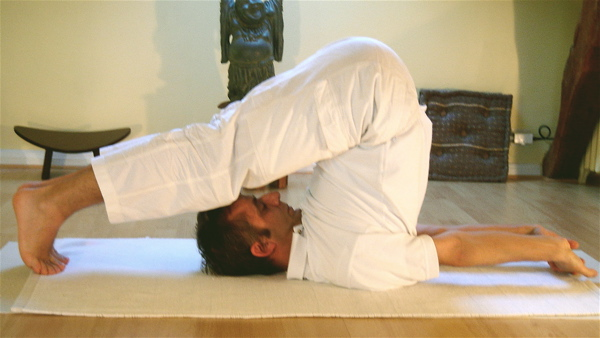
Halasana: uma das posturas da série final

Praticar a série intermediária sem antes ter o conhecimento e a prática da série primária pode acarretar lesões físicas e transformações mentais e psicológicas inesperadas. É preferível seguir a ordem estabelecida pelas séries, pois a postura anterior prepara para a postura seguinte, evitando lesões ou dores. O mesmo acontece com as diferentes séries entre si, onde a série primária realiza a limpeza do corpo para que seja possível tonificar e trabalhar o sistema nervoso na série intermediária. Com corpo e nervos fortes e desintoxicados, o controle da concentração e do corpo pode ser trabalhado com conforto nas séries mais avançadas.

### Respiração Ujjayi
A respiração Ujjayi significa respirar devagar através das narinas e fazê-lo contraindo levemente a glote produzido um som de sussuro na garganta. Deve-se escutar o mesmo som na inspiração e na expiração se concentrando no ritmo. Esta técnica funciona como guia para a prática por produzir um som constante. Uma respiração muito forçada pode direcionar para uma prática forçada. Ujjayi Pranayama é uma técnica de respiração. Ao realizá-lo, calor é a primeira sensação. Se diz que através desta técnica os praticantes de yoga criam energia suficiente para derreter neve ao seu redor, mas está técnica também oferece energia suficiente para realizar esforços físicos aparentemente impossíveis.

### Bandhas
Há três bandhas que são considerados as fechaduras internas do corpo, prescritas em diferentes posturas. O bandha é uma contração sustentada por um grupo de músculos que auxilia o praticante na manutenção da contração muscular ou da postura e mantém o corpo aquecido. Um deles se localiza na pélvis, o diafragma urogenital; o segundo se localiza na área acima do umbigo, no abdome; e o último se localiza na garganta.
O Mula bandha, ou bloqueio raíz, é acionado apertando os músculos ao redor da área do ânus e períneo, o diafragma urogenital. Esta contração alinha a pélvis com a coluna vertebral e impede o relaxamento total da parte inferior do corpo durante os ásanas. O mula bandha deve estar contraído durante toda a prática, prinicpalmente nas expirações. Este bandha realiza uma força interna contra a gravidade mantendo os órgãos do baixo ventre suspensos.
O Udiyana bandha, muitas vezes descrito por estar acima do umbigo na base da coluna torácica, é uma contração da musculatura da parede abdominal inferior - este bandha é considerado o mais importante bandha pois ele suporta nossos órgãos internos superiormente, ajuda à expandir a caixa torácica aprofundando a respiração e incentiva o desenvolvimento do núcleo da musculatura abdominal e costal. Esta contração deve ser enfatizada na inspiração para ajudar a expandir o tórax.
O Jalandhara bandha, a trava da garganta, é realizada abaixando o queixo ligeiramente e direção ao peito, enquanto se ergue o esterno e o palato trazendo a olhar para a ponta do nariz. Esta contração é realizada somente em algumas posturas.

### Drishtis
Drishti, ou focalizar o olhar, é um meio para o desenvolvimento da força de concentração. Esta técnica é empregada em uma variedade de posturas. Há, no total, nove drishtis que instruem ao estudante de yoga como focalizar o seu olhar. Cada um está associada a um determinado drishti. Eles incluem:
- Angusta ma dyai: para o polegar
- Broomadhya: para o terceiro olho, ou entre as sobrancelhas
- Nasagrai: um ponto em seis centímetros da ponta do nariz
- Hastagrai: à palma, geralmente a mão estendida
- Parsva: para o lado esquerdo
- Parsva: para o lado direito
- Urdhva: para o céu, ou para dentro
- Nabichakra: para o umbigo
- Padayoragrai: para o dedão do pé

## Mantras
A prática do Ashtanga é tradicionalmente iniciada com os seguintes mantras em Sânscrito:

Vande gurunam charanaravinde sandarshita svatma sukhava bodhe

Nih shreyase jangalikayamane samsara halahala mohasantyai

Abahu purusharakam sankhachakrasi dharinam

Sahasra shirsam svetam pranamami patanjalim

Que é traduzida como:

Eu me ajoelho aos pés de lótus dos gurus,

A felicidade do despertar para aqueles que o si foi revelado,

Além do mais, agindo como a senhor da floresta,

libertando-se da ilusão e do veneno do samsara.
Saindo da forma de um homem, 
 
Segurando um concha, um disco, e uma espada, 
 
as mil cabeças iluminadas 

Saúdo a Patañjali.

E termina com o mangala lema: 

Svasti prajabyah paripalayantam nyayena margena mahim mahishah 

Gobrahmanebyah shubamashtu nityam lokasamasta sukhinobavantu

Que é traduzida como: 

Possa a prosperidade ser glorificada 

Possam os governantes (administradores), governar o mundo com lei e justiça 
 
Possam as divindades e erudição serem protegidas 
 
Possam todos os seres serem felizes e prósperos. 

Embora muitos peritos afirmam que esta yoga foi concebido por Jois da leitura, do Yoga Korunta, ninguém (além de Krishnamacharya e Jois) viram este texto.  E o próprio Jois tem ocasionalmente mencionado a história como sendo uma farsa. A explicação mais provável para a criação do Ashtanga é que Jois foi convidado a elaborar uma seqüência de yoga para crianças e adolescentes, a quem tinha sido indicado a ensinar pelo seu guru. Percebendo que a sua atenção se perdia facilmente, particularmente em posições que levassem muito tempo, e que a introspecção não era um dos seus pontos fortes, Jois começou a formular um estilo de yoga que ia ao encontro do natural vigor e flexibilidade dos jovens, ao mesmo tempo minimizando os aspectos que achavam enfadonhos. E assim, ele desenvolveu uma nova forma de surya namaskara mais atlética com saltos altos e elevando o corpo se apoiando apenas nos braços, e uma série posições—nenhuma das quais seria realizada em mais de cinco respirações, com exceção das e inverçõos sobre ombro e cabeça—que eram visualmente emocionantes, e fisicamente exigentes. A sequencia devia ser realizada sem interrupção, e as seqüências foram concebidos com os jovens.

## Famosos praticantes
A prática de asana Yoga foi popularizado pelos The Beatles, a artista Madonna, que é uma praticante do estilo Vinyasa. O músico britânico Sting, um devoto do Kundalini Yoga de linhagem tantrica também tem contribuído para a popularização da prática do Yoga no Ocidente. Imre Morissette, irmão de Alanis Morissette é professor e instrutor no Canadá e Estados Unidos. No Brasil temos Danielle Winits, Fernanda Lima, Fernanda Torres, entre outros.
O mantra referenciado acima ficou famoso na cultura ocidental por Madonna utiliza-lo na sua canção "Shanti/Ashtangi".